# Agonocryptus leurosus
Agonocryptus leurosus là một loài tò vò trong họ Ichneumonidae.